# Mid-Atlantic Hockey League
La Mid-Atlantic Hockey League est une ancienne ligue mineure professionnelle de hockey sur glace basée dans le Mid-Atlantic aux États-Unis. Elle débute en 2007 et est fermée l'année suivante. 

## Saison 2007-2008
La seule saison de la MAHL débute en novembre 2007 et se termine le 12 février 2008 avant même le terme prévu de celle-ci en raison d'un manque de spectateurs et de problèmes financiers. Les Ice Miners d'Indiana sont déclarés vainqueurs après avoir remporté 31 de leur 32 matchs.
Classement
Pour les significations des abréviations, voir Statistiques du hockey sur glace.
| No | Franchise               | PJ | G  | D  | DP | Bp  | Bc  | Pts |
| -- | ----------------------- | -- | -- | -- | -- | --- | --- | --- |
| 1  | Ice Miners de l'Indiana | 32 | 31 | 1  | 0  | 238 | 88  | 62  |
| 2  | Warriors de Wooster     | 30 | 14 | 14 | 2  | 159 | 158 | 30  |
| 3  | Vikings de Jamestown    | 31 | 13 | 18 | 0  | 145 | 170 | 26  |
| 4  | Thunder de Mon Valley   | 31 | 11 | 17 | 3  | 153 | 206 | 25  |
| 5  | Freedom de Valley Forge | 30 | 8  | 20 | 2  | 131 | 204 | 18  |